# Aker Arctic Technology
Aker Arctic Technology Oy är ett finländskt ingenjörsföretag som driver en testbassäng för isprovning av modellbåtar i Helsingfors samt genomför konstruktions- och konsulttjänster beträffande byggande av isbrytare samt andra fartyg och offshoreprojekt i polarvatten. Företaget har sina rötter i Wärtsiläs, och senare Masa-Yards, forskningsenhet för arktisk sjöfart, men är ett självständigt företag med Tesi Oy (Finnish Industry Investment), ABB och Aker Solutions som ägare.
Aker Arctic och dess föregångare har konstruerat en betydande andel av världens isbrytare. Bolaget har också tagit fram nya koncept som dubbelbrytande isbrytare och sned isbrytare.
Företaget kontrakterades 2020 av de svenska och finländska sjöfartsmyndigheterna gemensamt för att konstruera en ny generation isbrytare för Östersjön för att bland annat ersätta de tre svenska isbrytarna av Atle-klass från 1970-talet och finländska isbrytare av den liknande Urho-klassen.

## Historik
Modelltester av fartyg i is började i Finland med Wärtsiläs Icebreaking Model Basin (WIMB) i ett ombyggt underjordiskt flygbombskyddsrum i Helsingfors 1969. Det var den andra av sitt slag i världen efter den år 1955 byggda i Arktiska och antarktiska forskningsinstitutet i dåvarande Leningrad i Sovjetunionen. Wärtsiläs laboratorium var baserat på ett samarbete mellan Wärtsilä och Esso International, ursprungligen för att  utveckla lämplig skrovform för den isbrytande oljetankern SS Manhattan. Senare använde Wärtsilä den 50 meter långa testbassängen för sina projekt under en period när Wärtsilä byggde den ena isbrytaren efter den andra. På 1980-talet byggdes en ny testanläggning på marknivå.
Det nya Wärtsilä Arctic Research Centre (WARC) invigdes 1983 och hade ambitionen att bli den främsta istestanläggningen i världen. Bassängen var 77,3 meter lång och använde en egenutvecklad typ av finkornig is, som senare licenserades ut till andra testanläggningar. I mitten av 1980-talet tog WARC också över verksamheten inom Wärtsiläs konstruktions- och konsultavdelning. Arbetet fortsatte på detta sätt fram till Wärtsiläs konkurs 1989.
När Masa-Yards, ägt av Kværner från 1991, tog över Wärtsilä Marinindustris skeppsvarv i Helsingfors och Åbo 1989, omdöptes WARC till Masa-Yards Arctic Research Centre (MARC). När Kværner slogs samman med Aker och drog sig tillbaka från skeppsbyggnad i början av 2000-talet, bildades ett nytt företag för att skilja ut den polarinriktade forskningen och utvecklingen från den turbulenta varvsindustrin. 
Aker Arctic Technology Oy bildades i december 2004 med Kværner Masa-Yards (senare STX Finland) som huvudägare och ABB och Wärtsilä som minoritetsägare. Wärtsilä drog sig så småningom ur samarbetet och sålde sina aktier till de andra parterna. En ny testanläggning med en 75 meter lång bassäng byggdes 2005 på tidigare Nordsjövarvet i Helsingfors.
I december 2013 köpte det statliga holdingbolaget Tesi Oy 66,5 procent av Aker Arctics Technologys aktier från STX Finland för att förhindra en försäljning till utländska ägare.
År 2015 köpte Aker Arctic Technology kanadensiska AKAC Oy.